# ولفگانگ پالن

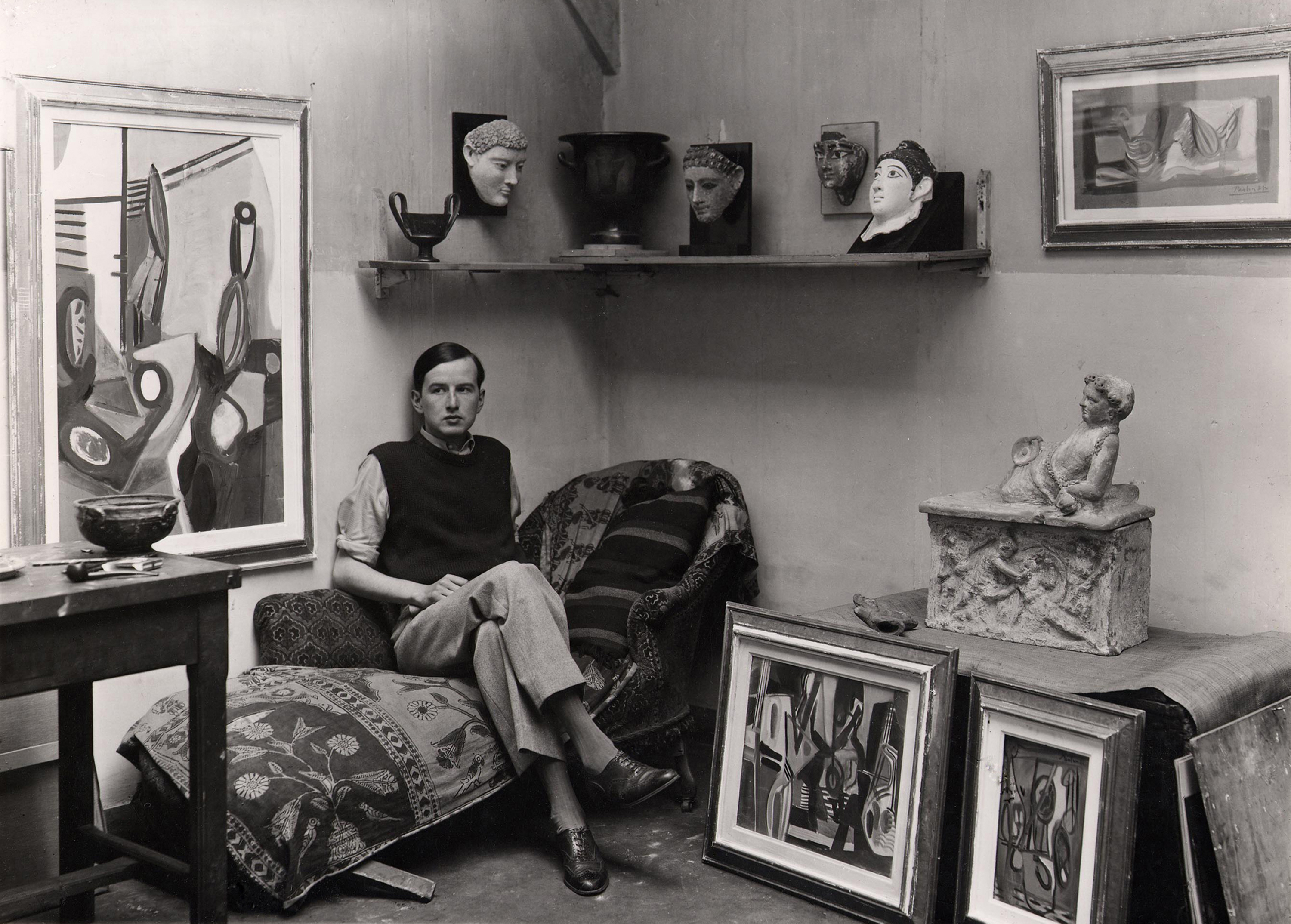
پالن در استودیوی خود، در پرنیتی (متروی پاریس)، پاریس، حدود ۱۹۳۳

ولفگانگ پالن (انگلیسی: Wolfgang Paalen; ۲۲ ژوئیهٔ ۱۹۰۵ – ۲۴ سپتامبر ۱۹۵۹) نقاش و مجسمه‌ساز جنبش فراواقع‌گرایی اهل اتریش بود.